# Naira nata
Naira nata är en tvåvingeart som beskrevs av Richter 1970. Naira nata ingår i släktet Naira och familjen parasitflugor. Inga underarter finns listade i Catalogue of Life.